# 양준건
양준건(1979년 3월 3일 ~ )은 대한민국의 성우이다. 2004년 MBC에 입사했으며, 현재는 MBC 17기이다. 문화방송 성우극회 소속.

## 주요 출연작품

### 애니메이션
- 갓슈벨 (챔프) - 선생님 / 뵹코
- 갓슈벨 FINAL (챔프) - 야마나카
- 도비도비 (MBC)
- 데스노트 (챔프) - 불량배 / 남학생 / 범죄자
- 장금이의 꿈 (MBC) - 촌장 아들 / 대감
- 먹티와 잼잼 (MBC) - 대마왕
- 명탐정 코난 (투니버스) - 노철구 / 서영기 / 봉태길
- 미치코와 핫친 (애니박스) - 아마도
- 바텐더 (애니박스)
- 바질리스크 ~코우가인법첩~ (애니박스) - 한조
- 블랙잭 OVA (애니박스) - 스키타
- 볼트론 전설의 수호자 DREAM WORKS - 블랙라이온 시로역
- BBB 삼총사의 모험 (MBC)
- 세나라 영웅전 (MBC)
- 소년탐정 김전일 Original (애니박스) - 다이몬
- 스모모모모모모 지상최강의 신부 (애니박스) - 코가네이 텐레
- 완소! 퍼펙트 반장 (챔프) - 지수
- 유희왕 5D's (챔프) - 우시오
- F-Zero 팔콘전설 (애니원) - 옥트맨
- Zip, Zip - 워싱턴
- 클라나드 (애니박스) - 코무라 선생님
- 투모로우 나라의 마일스 (디즈니채널) - 크릭 사령관, 캡틴 조
- 페어리 테일 (챔프) - 가질
- 헌터X헌터 OVA G.I Final (애니박스) - 시험관 / 넨수 / 남자1
- 히어로 : 108 (카툰네트워크) - 하이롤러

### 애니메이션 영화
- 페어리테일 극장판: 봉황의무녀 - 가질 레드폭스
- 파이널 판타지 (MBC) - 과학자
- 터보
- 쿵푸팬더
- 쿵푸팬더 2
- 쿵푸팬더 3
- 하늘에서 음식이 내린다면
- 하늘에서 음식이 내린다면 2

### 영화
- 판타스틱 소녀 백서 (MBC)
- 올 더 프리티 호스 (MBC)
- 동방삼협2 (MBC)
- 헨리 이야기 (MBC)
- 보통 사람들 (MBC)
- 써머스비 (MBC) - 브라이언
- 콘헤드 대소동 (MBC) - 교환원
- 본 아이덴티티 (MBC) - 현지 요원(브라이언 허스키)
- 이연걸의 탈출 (MBC)
- 옹박 (MBC) - 경찰
- 페이스 오프 (MBC) - 두보프(크리스 바워)
- 사선에서 (MBC)
- 더 록 (MBC) - 라이거트(마샬 R. 티그)
- 엘프 (MBC) - 요정(피터 빌링즐리)
- 픽쳐 클레어 (MBC)
- 스타트렉9 : 최후의 반격 (MBC) - 소나 장교
- 사무라이 픽션 (MBC) - 돌쇠
- 실버호크 (MBC)
- 브루스 올마이티 (MBC) - 제과점 직원(크리스토퍼 다가) / 불량배(에밀리오 리베라)
- 트루 라이즈 (MBC)
- 아이 엠 샘 (MBC)
- S.W.A.T. 특수기동대 (MBC) - 강도(프랭키 J. 앨리슨)
- 의천도룡기 (MBC) - 오행기주
- 아이 스파이 (MBC)
- 젠틀맨 리그 (MBC) - 이스마엘(테리 오넬)
- 붉은 수수밭 (MBC) - 일꾼(양전빈)
- 식스데이 세븐나잇 (MBC)
- 히달고 (MBC) - 장교(존 프로스키)
- 히 러브스 미 (MBC)
- 미션 (MBC) - 장교(라파엘 카메라노)
- 80일간의 세계일주 (MBC) - 경찰(존 케오)
- 나비효과 (MBC) - 간수(제임스 밤포드)
- 언더월드 (MBC)
- 에어 포스 원 (MBC) - F-15 조종사(듀크 미그린)
- 콜드 마운틴 (MBC)
- 코로나도 (MBC)
- 터미네이터2 (MBC)
- 일본침몰 (MBC)
- 버드가의 섬 (MBC)
- 코어 (MBC) - 데스티니 프로젝트 관계자(로리 멀도크)
- 모래와 안개의 집 (MBC) - 프랭크 (레이 아브루쪼) 외
- 청사 (MBC)
- 천녀유혼 (MBC) - 흑산
- 스토커 (MBC) - 폴(클라크 그레그) / 경찰(카르멘 모미노)
- 알렉산더 (MBC) - 병사(타그 머티)
- 신용문객잔 (MBC)
- 마더 테레사 (MBC)
- 지옥의 베를린 타워 (MBC) - 콜레지(르네 엥겔)
- 레이디 킬러 (MBC) - 강도(알디스 호지)
- 포 페더스 (MBC)
- 훌라 걸스 (MBC)
- 트와일라잇 (MBC)
  - 뉴문 (MBC)
- 리크루트 (MBC)
- 적벽대전 (MBC)
- 슬립 허, 쉬즈 프렌치 (MBC)
- 천녀유혼3 (MBC)
- 꼬마유령 캐스퍼 (MBC)
- 연인 (MBC)
- 세 얼간이 (MBC) - 운전기사(다르앤드라 부지)
- 어벤져스 (KBS) - 필 콜슨(클라크 그레그)
- 타인의 삶 (MBC) - 학생(루트비히 블로흐베르거)

### 외화
- CSI 과학수사대 (MBC) - 지미
- CSI 뉴욕 (MBC)
- 대진제국 (MBC)
- 카운트다운 히로시마 (MBC) - 러셀 개켄바흐

### 게임
- 리그 오브 레전드 - 클레드
- 에이지 오브 코난 온라인
- 헤일로 3~5